# Echte Barsche
Die Echten Barsche (Percidae, Gr.: perke = Barsch) sind eine Familie aus der Ordnung der Barschartigen (Perciformes). Die Tiere bewohnen Süßgewässer auf der gesamten Nordhalbkugel. Teilweise dringen sie auch ins Brackwasser vor, z. B. in die Ostsee. Europäische Arten sind u. a. der Flussbarsch (Perca fluviatilis), der Kaulbarsch (Gymnocephalus cernuus), der Zander (Sander lucioperca) und der Streber (Zingel streber).

## Merkmale
Die größte Art, der europäische Zander (Sander lucioperca), wird 130 cm lang, während die meisten Arten der Unterfamilie Etheostomatinae nicht einmal zehn Zentimeter erreichen (diese sind benthisch, spindelförmig und haben eine reduzierte oder keine Schwimmblase). Die kleinste Art, Etheostoma denoncourti, wird nur 2,9 cm lang. Alle Echten Barsche ernähren sich carnivor von Wirbellosen oder kleineren Fischen.
Echte Barsche haben immer zwei Rückenflossen, die deutlich getrennt sind oder sich  berühren können. Die erste wird von Stachelstrahlen gestützt, die zweite von Weichstrahlen. Die Afterflosse hat meist zwei, seltener einen Stachelstrahl. Der zweite ist immer schwach entwickelt. Die paarigen, brustständigen Bauchflossen verfügen über einen Hart- und fünf Weichstrahlen. Die Echten Barsche besitzen kräftige Kammschuppen. Das Prämaxillare kann vorstreckbar sein, das Supramaxillare fehlt. Die Anzahl der Branchiostegalstrahlen liegt bei fünf bis acht. Die Pseudobranchien sind meist frei und  gut entwickelt, selten rudimentär.

## Lebensweise
Echte Barsche können revierbildende Einzelgänger sein, aber auch Schwarmfische kommen in der Familie vor. Alle ernähren sich carnivor von Wasserinsekten, Würmern, Krebstieren und Fischlaich. Große Arten wie der Zander sind piscivore Raubfische. Ihren Laich geben die Fische ins freie Wasser, zwischen Pflanzen, in Gruben im Boden ab oder heften ihn an ein festes Substrat. Brutpflege durch das Männchen kommt vor, z. B. bei den Springbarschen.

## Systematik

### Äußere Systematik
Die Echten Barsche gehören zur Unterordnung der Percoidei innerhalb der Ordnung der Barschartigen (Perciformes). Beide Taxa waren in traditionellem Umfang polyphyletisch, wurden jedoch 2013 durch R. Betancur-R. und Kollegen sehr viel enger gefasst und dadurch zu (monophyletischen) Kladen. Die nächsten Verwandten der Echten Barsche sind die Petermännchen und Niphon spinosus.

### Innere Systematik
Die Familie wird in drei Unterfamilien und zehn Gattungen unterteilt. Es gibt über 220 Arten, von denen 14 im gemäßigten Eurasien und mehr als 200 in Nordamerika östlich der Rocky Mountains leben. Über 130 Arten gehören zu den nordamerikanischen Springbarschen (Etheostoma).

#### Unterfamilie Percinae
In der Unterfamilie Percinae ist der Körper seitlich abgeflacht, der vorn liegende Interhämalknochen (der vorderste Stützknochen der Afterflosse, der zugleich die Leibeshöhle hinten abschließt) ist stark vergrößert, die Flossenstacheln der Afterflosse gut entwickelt. Die Vorkiemendeckel sind stark gezähnt. Normalerweise besitzen die Percinae 7 bis 8 Branchiostegalstrahlen. Die Schwimmblase ist gut entwickelt. Ohne Laichausschlag.
- Gattung Gymnocephalus Bloch, 1793

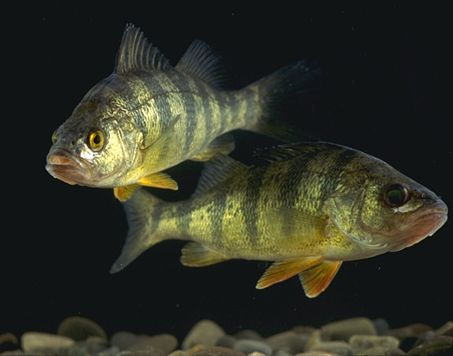
Amerikanischer Flussbarsch (Perca flavescens)

  - Don-Kaulbarsch (Gymnocephalus acerina) (Güldenstädt, 1774)
  - Ammersee-Kaulbarsch (Gymnocephalus ambriaelacus) Geiger & Schliewen, 2010
  - Donaukaulbarsch (Gymnocephalus baloni) Holcík & Hensel, 1974
  - Kaulbarsch (Gymnocephalus cernua) (Linnaeus, 1758)
  - Schrätzer (Gymnocephalus schraetser) (Linnaeus, 1758)
- Gattung Perca Linnaeus, 1758
  - Amerikanischer Flussbarsch (Perca flavescens) (Mitchill, 1814)
  - Flussbarsch (Perca fluviatilis) Linnaeus, 1758
  - Balchasch-Barsch (Perca schrenkii) Kessler, 1874
- Gattung Percarina Nordmann, 1840
  - Percarina demidoffii Nordmann, 1840
  - Percarina maeotica Kuznetsov 1888

#### Unterfamilie Luciopercinae

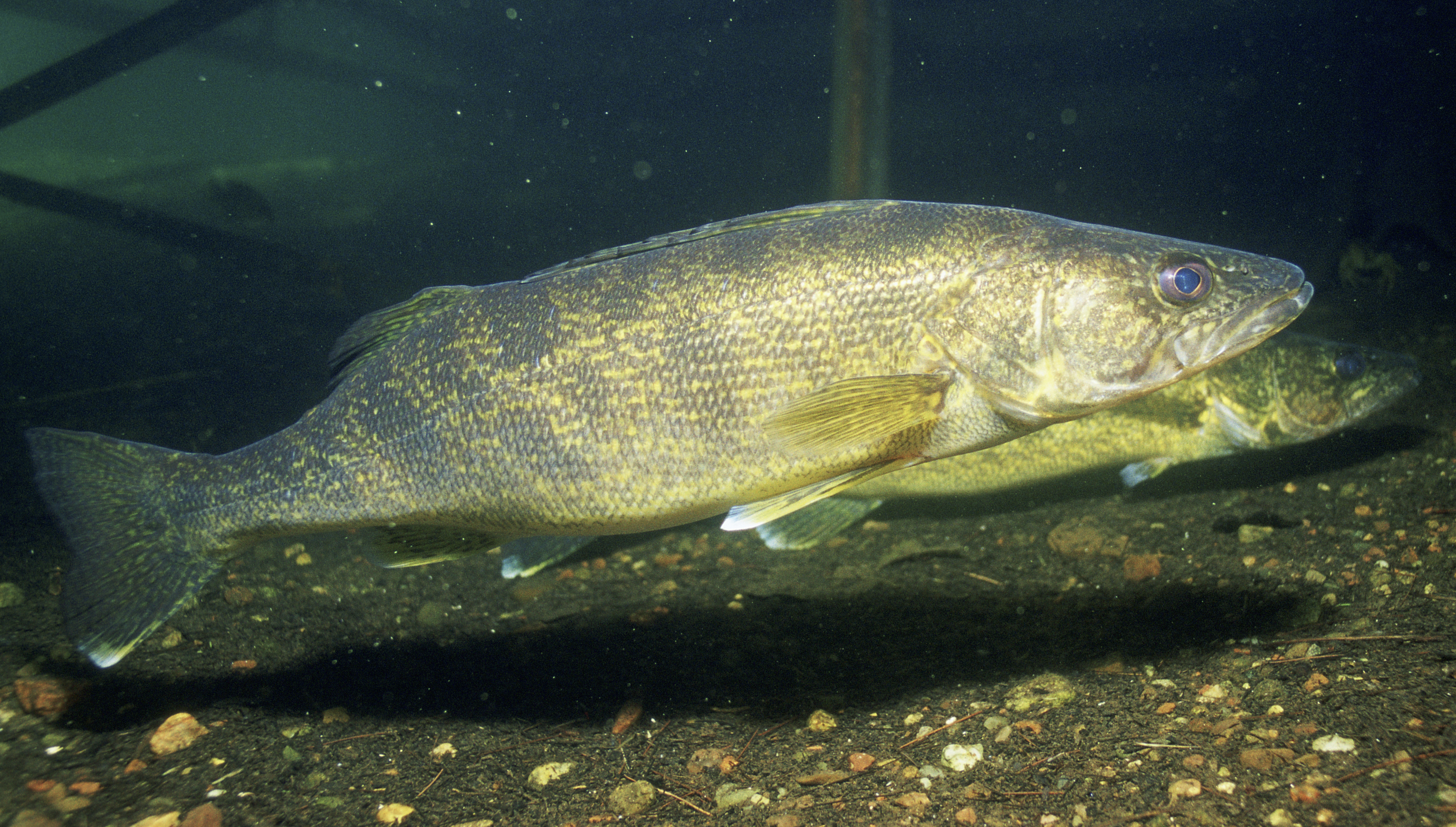
Amerikanischer Zander (Sander vitreus)

In der Unterfamilie Luciopercinae ist der Körper spindelförmig. Der vorn liegende Interhämalknochen ist nicht größer als die dahinter liegende. Die Flossenstacheln der Afterflosse ist klein. Das Seitenlinie reicht bis auf die Schwanzflosse. Ohne Laichausschlag.
- Gattung Sander Oken, 1817
- Gattung Romanichthys Dumitrescu, Bănărescu & Stoica, 1957
  - Groppenbarsch (Romanichthys valsanicola) Dumitrescu, Bănărescu & Stoica, 1957
- Gattung Spindelbarsche (Zingel) Cloquet, 1817

#### Unterfamilie Etheostomatinae
Bei der Unterfamilie Etheostomatinae, im Deutschen auch Grundbarsche genannt, ist der Körper spindelförmig oder seitlich leicht abgeflacht. Der vorn liegende Interhämalknochen ist stark vergrößert, die Flossenstacheln der Afterflosse gut entwickelt, der Rand des Vorkiemendeckel glatt oder nur teilweise gezähnt, meist 5 oder 6 Branchiostegalstrahlen, Schwimmblase reduziert oder fehlend. Mit Laichausschlag.
- Gattung Ammocrypta Jordan, 1877
  - Ammocrypta beanii Jordan, 1877

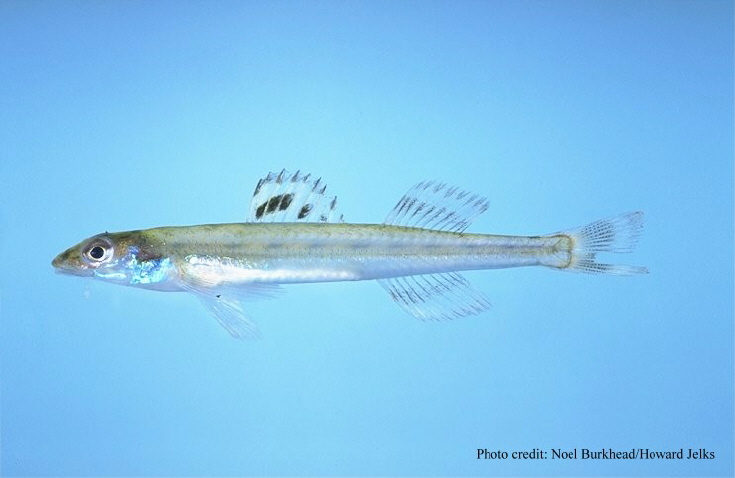
Ammocrypta bifascia

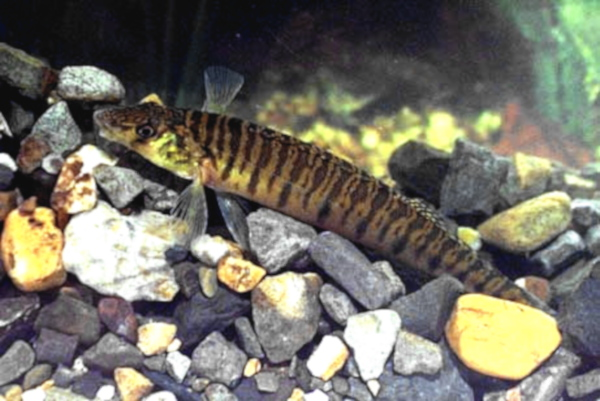
Percina caprodes

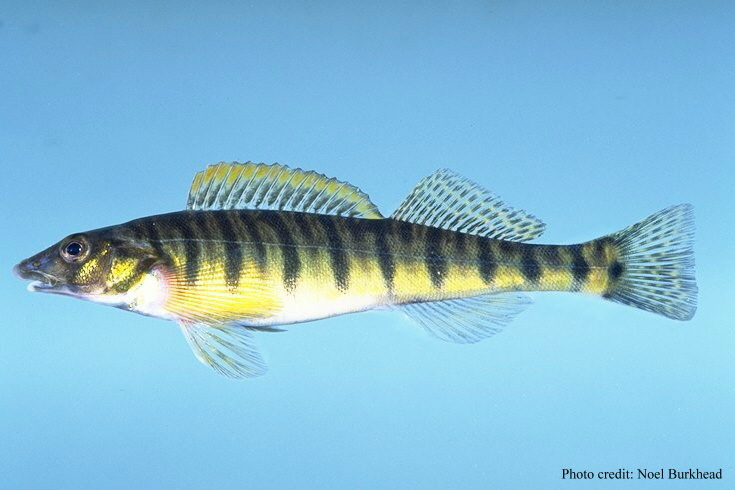
Percina kathae

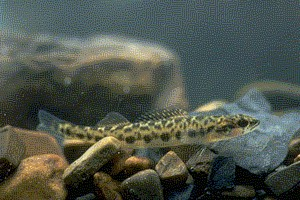
Percina pantherina

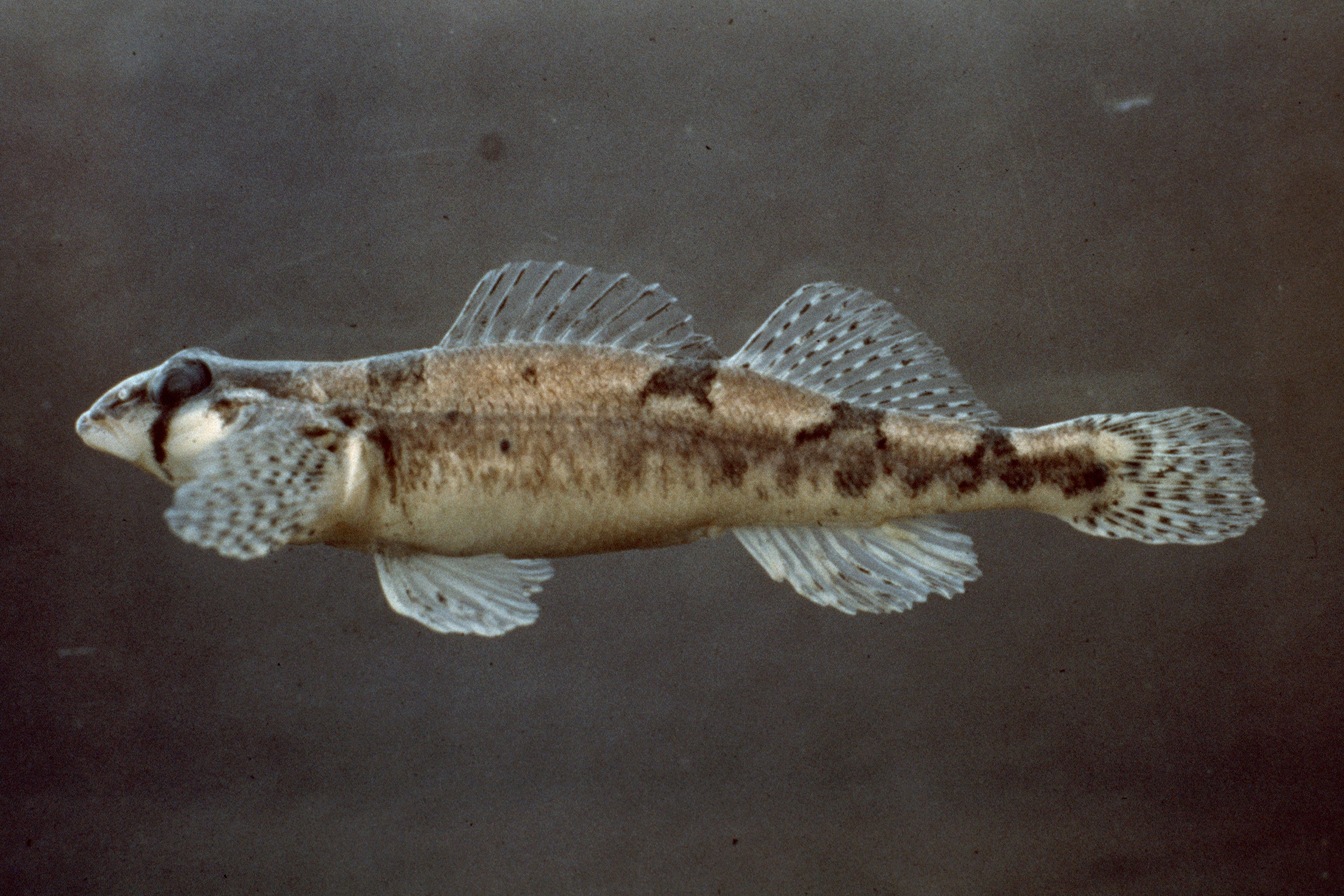
Percina tanasi

  - Ammocrypta bifascia Williams, 1975
  - Ammocrypta clara Jordan & Meek, 1885
  - Ammocrypta pellucida (Putnam, 1863)
  - Ammocrypta vivax Hay, 1882
- Gattung Crystallaria Jordan & Gilbert in Jordan, 1885
  - Crystallaria asprella (Jordan, 1878)
  - Crystallaria cincotta (Welsh and Wood, 2008)[3][4]
- Gattung Springbarsche (Etheostoma) Rafinesque, 1819
  - über 150 Arten
- Gattung Percina Haldeman, 1842
  - Percina antesella Williams & Etnier, 1977
  - Percina apina Near et al., 2017
  - Percina aurantiaca (Cope, 1868)
  - Percina aurolineata Suttkus & Ramsey, 1967
  - Percina aurora Suttkus & Thompson in Suttkus, Thompson & Bart, 1994
  - Percina austroperca Thompson, 1995
  - Percina brevicauda Suttkus & Bart in Suttkus, Thompson & Bart, 1994
  - Percina brucethompsoni Robison, Cashner, Raley & Near, 2014
  - Percina burtoni Fowler, 1945
  - Percina caprodes (Rafinesque, 1818)
  - Percina carbonaria (Baird & Girard, 1853)
  - Percina copelandi (Jordan, 1877)
  - Percina crassa (Jordan & Brayton, 1878)
  - Percina crypta Freeman, Freeman & Burkhead, 2008
  - Percina cymatotaenia (Gilbert & Meek in Gilbert, 1887)
  - Percina evides (Jordan & Copeland in Jordan, 1877)
  - Percina gymnocephala Beckham, 1980
  - Percina jenkinsi Thompson, 1985
  - Percina kathae Thompson, 1997
  - Percina lenticula Richards & Knapp, 1964
  - Percina macrocephala (Cope, 1867)
  - Percina macrolepida Stevenson, 1971
  - Percina maculata (Girard, 1859)
  - Percina nasuta (Bailey, 1941)
  - Percina nigrofasciata (Agassiz, 1854)
  - Percina notogramma (Raney & Hubbs, 1948)
  - Percina oxyrhynchus (Hubbs & Raney, 1939)
  - Percina palmaris (Bailey, 1940)
  - Percina pantherina (Moore & Reeves, 1955)
  - Percina peltata (Stauffer in Cope, 1864)
  - Percina phoxocephala (Nelson, 1876)
  - Percina rex (Jordan & Evermann in Jordan, 1889)
  - Percina roanoka (Jordan & Jenkins in Jordan, 1889)
  - Percina sciera (Swain, 1883)
  - Percina shumardi (Girard, 1859)
  - Percina squamata (Gilbert & Swain in Gilbert, 1887)
  - Percina stictogaster Burr & Page, 1993
  - Percina suttkusi Thompson, 1997
  - Percina tanasi Etnier, 1976
  - Percina uranidea (Jordan & Gilbert in Gilbert, 1887)
  - Percina vigil (Hay, 1882)

## Stammesgeschichte
Die Percidae und die Gattung Perca sind fossil seit dem Eozän aus Nordamerika, Europa und dem westlichen Asien bekannt. Ausgestorben ist die Gattung Dules aus dem mittleren Eozän Europas.